# Mathara in Numidia
Mathara in Numidia (łac. Diocesis Matharensis in Numidia) – stolica historycznej diecezji we Cesarstwie rzymskim w prowincji Numidia zlikwidowana w VII w. podczas ekspansji islamskiej, współcześnie w północnej Algierii. Obecnie katolickie biskupstwo tytularne. 

## Biskupi tytularni
| Lp. | Biskup                          | Funkcja                                 | Od              | Do                   |
| --- | ------------------------------- | --------------------------------------- | --------------- | -------------------- |
| 1   | Laurenz Böggering               | biskup pomocniczy Münster (Niemcy)      | 25 lipca 1967   | 10 stycznia 1996     |
| 2   | Alois Schwarz                   | biskup pomocniczy Wiednia (Austria)     | 27 grudnia 1996 | 22 maja 2001         |
| 3   | David Motiuk                    | biskup pomocniczy Edmonton (Kanada)     | 5 kwietnia 2002 | 25 stycznia 2007     |
| 4   | Franz-Josef Overbeck            | biskup pomocniczy Münster (Niemcy)      | 18 lipca 2007   | 28 października 2009 |
| 5   | Lisane-Christos Matheos Semahun | biskup pomocniczy Addis Abeby (Etiopia) | 5 stycznia 2010 | 19 stycznia 2015     |
| 6   | Ghaleb Bader                    | nuncjusz apostolski                     | 23 maja 2015    |                      |